# Xendji
Xendji - Шенджий (rus) - és un aül, un poble, de la República d'Adiguèsia, a Rússia. Es troba a 17 km al sud de Krasnodar, la capital de la regió veïna, i a 85 km al nord-oest de Maikop, la capital de la república.
Pertanyen a aquest municipi els pobles de Novomoguiliovski, Staromoguiliovski i Krasnoarmeiski.